# The Small Isles
The Small Isles är  en ögrupp i Storbritannien. De ligger i kommunen Highland och riksdelen Skottland, i den nordvästra delen av landet. Det finns sju öar i ögruppen, däribland Canna, Rùm, Eigg och Muck. The Small Isles utgör en del av Inre Hebriderna.